# 97336 Thomasafleming
97336 Thomasafleming è un asteroide della fascia principale. Scoperto nel 1999, presenta un'orbita caratterizzata da un semiasse maggiore pari a 2,2756632 au e da un'eccentricità di 0,2582319, inclinata di 7,86528° rispetto all'eclittica.